# Ciclina C
La ciclina C (CCNC) es una proteína codificada en los humanos por el gen CCNC. La ciclina C pertenece a la familia de las ciclinas, cuyos miembros se caracterizan por incrementar drásticamente sus niveles en las células de forma periódica cada vez que se inicia el ciclo celular. La Ciclina C tiene funciones en la fase G1 como promotora del crecimiento, y también fue demostrado que regula la transcripción de genes.

## Historia
La Ciclina C fue aislada originalmente en virtud de su capacidad de complementar una cepa de levaduras de cerveza que carecía del gen de la ciclina G1 CLN1-3, que se creía que era una ciclina G1 basado en el descubrimiento de que su expresión aumenta durante la fase G1 en células mamíferas. Las ciclinas D1 y E, dos ciclinas G1, fueron identificadas por el mismo enfoque y demostrándose posteriormente que desempeñan un papel importante en la transición G1/S. Pero, para el momento no había observaciones directas que dieran apoyo a que la ciclina C tuviera alguna función en la promoción de la progresión del ciclo celular. Sin embargo, varias líneas de evidencia demostraron que la ciclina C era de importancia en la regulación de la proliferación celular. Por ejemplo, la similitud de secuencia proteica de la ciclina C es altamente conservada entre diferentes especies sugirió que la función de la ciclina C también podía ser conservada entre una especie y la otra. Algunas ciclinas, tales como la D1, E, A, y B, son capaces de complementar las deficiencias en el gen CLN de la levadura y controlar aun así el ciclo celular. La ciclina C se expresa en respuesta a la estimulación del factor de crecimiento y su concentración oscila a lo largo del ciclo celular. La asociación de la ciclina C con el Cdk8 ha provisto evidencia de la posibilidad de una función en la regulación de la transcripción.

## Función
La ciclina C interactúa con la quinasa dependiente de ciclina 8, e induce la fosforilación del dominio carboxilo-terminal de la subunidad mayor de la ARN polimerasa II. Su concentración celular es máxima durante la fase G1 del ciclo celular. Se han encontrado para su gen dos variantes de transcripción que codifican diferentes isoformas de la proteína. El significado de la diferente isoforma permanece aún sin elucidar.
Se ha demostrado que la ciclina C también se une a la Cdk3 durante el final de la fase G0 del ciclo celular. En este periodo estimula la fosorilación de pRB favoreciendo el inicio de la fase G1 en algunas líneas celulares.
La Ciclina C forma complejos ciclina-CDK que fosforilan el dominio intracelular Notch1 (ICN1) y promueven la degradación de ICN1. La ablación genética de ciclina C bloquea la fosforilación de ICN1 elevando así los niveles de ICN1 en los ratones experimentales. Esta ablación o heterocigosidad de la ciclina C colabora con otras lesiones oncogénicas y acelera el desarrollo de células T en la leucemia linfoblástica aguda (LLA-T). Además, el gen CCNC que codifica a la ciclina C se ve eliminada de manera heterocigótica en una fracción significativa de LLA-T humanas y estos tumores expresan niveles redujo de ciclina C. Por lo tanto, las células tumorales pueden desarrollar diferentes estrategias para evadir la inhibición por ciclina C.

## Interacciones
La proteína ciclina C ha demostrado ser capaz de interaccionar con:
- Cdk3,[8]
- Cdk8,[6]
- cdk19,[3]
- p21,[9]
- CDKN1B,[9]
- c-Myc.[10]